# Lista episoadelor din Bleach
Lista episoadelor din Bleach arată episoadele al seriei anime Bleach ce se bazează pe seria manga Bleach de Tite Kubo care sunt regizate de Noriyuki Abe și produse de Studioul Pierrot și TV Tokyo și au început să fie difuzate pe data de 5 octombrie 2004 la TV Tokyo și s-au încheiat la data de 27 martie 2012.

## Lista episoadelor

### Sezonul 1 (2004-2005)
| Nr. Ep. Original | Nr. Ep. Serie | Nr. Ep. Sezon | Titlu                                              | Apariție          |
| ---------------- | ------------- | ------------- | -------------------------------------------------- | ----------------- |
| 1                | 1             | 1             | Ziua în care am devenit un shinigami               | 5 octombrie 2004  |
| 2                | 2             | 2             | Munca unui shinigami                               | 12 octombrie 2004 |
| 3                | 3             | 3             | Dorința veche a fratelui, dorința surorii mai mici | 19 octombrie 2004 |
| 4                | 4             | 4             | Papagalul blestemat                                | 26 octombrie 2004 |
| 5                | 5             | 5             | Învinge dușmanul invizibil!                        | 2 noiembrie 2004  |
| 6                | 6             | 6             | Lupta până la moarte! Ichigo vs. Ichigo            | 9 noiembrie 2004  |
| 7                | 7             | 7             | Salutări de la o jucărie                           | 16 noiembrie 2004 |
| 8                | 8             | 8             | 17 iunie, amintirea unei zile ploioase             | 23 noiembrie 2004 |
| 9                | 9             | 9             | Dușman de neînvins                                 | 30 noiembrie 2004 |
| 10               | 10            | 10            | Asalt la spitalul bântuit!                         | 7 decembrie 2004  |
| 11               | 11            | 11            | Legendarii quincy                                  | 14 decembrie 2004 |
| 12               | 12            | 12            | Brațul drept protector                             | 21 decembrie 2004 |
| 13               | 13            | 13            | Flori și hollow                                    | 28 decembrie 2004 |
| 14               | 14            | 14            | Spate-n spate, luptă până la moarte!               | 11 ianuarie 2005  |
| 15               | 15            | 15            | Marele plan al lui Kon                             | 18 ianuarie 2005  |
| 16               | 16            | 16            | Întâlnire, Renji Abarai!                           | 25 ianuarie 2005  |
| 17               | 17            | 17            | Moartea lui Ichigo!                                | 1 februarie 2005  |
| 18               | 18            | 18            | Revendicare! Puterea de shinigami!                 | 8 februarie 2005  |
| 19               | 19            | 19            | Ichigo devine hollow!                              | 25 februarie 2005 |
| 20               | 20            | 20            | Umbra lui Gin Ichimaru                             | 22 februarie 2005 |

### Sezonul 2 (2005)
| Nr. Ep. Original | Nr. Ep. Serie | Nr. Ep. Sezon | Titlu                                             | Apariție        |
| ---------------- | ------------- | ------------- | ------------------------------------------------- | --------------- |
| 21               | 21            | 1             | Intrare! Lumea Shinigami                          | 1 martie 2005   |
| 22               | 22            | 2             | Omul care urăște shinigami                        | 8 martie 2005   |
| 23               | 23            | 3             | Sentința lui Rukia înainte de a 14-a zi           | 15 martie 2005  |
| 24               | 24            | 4             | Adunare! Cele 13 brigăzi                          | 22 martie 2005  |
| 25               | 25            | 5             | Penetrați centrul cu o bombă enormă?              | 29 martie 2005  |
| 26               | 26            | 6             | Formație! Jocul de-a prinselea                    | 5 aprilie 2005  |
| 27               | 27            | 7             | Eliberarea loviturii mortale!                     | 12 aprilie 2005 |
| 28               | 28            | 8             | Orihime e atacată                                 | 19 aprilie 2005 |
| 29               | 29            | 9             | Descoperire! Scăparea din prinsoarea shinigamilor | 26 aprilie 2005 |
| 30               | 30            | 10            | Confruntarea lui Renji                            | 3 mai 2005      |
| 31               | 31            | 11            | Calea de a ucide                                  | 10 mai 2005     |
| 32               | 32            | 12            | Stelele și vagabonzii                             | 17 mai 2005     |
| 33               | 33            | 13            | Miracol! Noul erou misterios                      | 26 mai 2005     |
| 34               | 34            | 14            | Tragedia din zori                                 | 1 iunie 2005    |
| 35               | 35            | 15            | Asasinarea lui Aizen! Întunericul ce se apropie   | 7 iunie 2005    |
| 36               | 36            | 16            | Kenpachi Zaraki abordează!                        | 14 iunie 2005   |
| 37               | 37            | 17            | Motivul din spatele pumnului                      | 21 iunie 2005   |
| 38               | 38            | 18            | Disperare! Încrederea în Zangetsu                 | 28 iunie 2005   |
| 39               | 39            | 19            | Omul nemuritor                                    | 5 iulie 2005    |
| 40               | 40            | 20            | Acel shinigami din trecutul lui Ganju             | 12 iulie 2005   |
| 41               | 41            | 21            | Reuniune, Ichigo și Rukia                         | 19 iulie 2005   |

### Sezonul 3 (2005-2006)
| Nr. Ep. Original | Nr. Ep. Serie | Nr. Ep. Sezon | Titlu                                                                   | Apariție           |
| ---------------- | ------------- | ------------- | ----------------------------------------------------------------------- | ------------------ |
| 42               | 42            | 1             | Yoruichi, Zeița Fulger, dansează!                                       | 26 iulie 2005      |
| 43               | 43            | 2             | Shinigamiul cel josnic                                                  | 2 august 2005      |
| 44               | 44            | 3             | Limita puterii lui Ishida!                                              | 9 august 2005      |
| 45               | 45            | 4             | Depășește limitele!                                                     | 16 august 2005     |
| 46               | 46            | 5             | Amintiri autentice! Școala de Shinigami                                 | 23 august 2005     |
| 47               | 47            | 6             | Răzbunătorii                                                            | 30 august 2005     |
| 48               | 48            | 7             | Strigătul lui Hitsugaya!                                                | 6 septembrie 2005  |
| 49               | 49            | 8             | Coșmarul lui Rukia                                                      | 13 septembrie 2005 |
| 50               | 50            | 9             | Trezirea leului                                                         | 20 septembrie 2005 |
| 51               | 51            | 10            | Dimineața sentinței                                                     | 27 septembrie 2005 |
| 52               | 52            | 11            | Renji, jurământul sufletului! Lupta decisivă cu Byakuya                 | 4 octombrie 2005   |
| 53               | 53            | 12            | Ispita lui Gin Ichimaru, calea distrugerii                              | 4 octombrie 2005   |
| 54               | 54            | 13            | Un jurământ îndeplinit! Întoarce-te Rukia!                              | 18 octombrie 2005  |
| 55               | 55            | 14            | Cel mai puternic shinigami! Confruntarea finală între profesor și elevi | 25 octombrie 2005  |
| 56               | 56            | 15            | Lupta supersonică! Adevărata zeiță a luptei                             | 1 noiembrie 2005   |
| 57               | 57            | 16            | Senbonzakura, zdrobit! Zangetsu se ridică spre cer                      | 8 noiembrie 2005   |
| 58               | 58            | 17            | Eliberarea! Lama întunecată, puterea miraculoasă                        | 15 noiembrie 2005  |
| 59               | 59            | 18            | Concluzia luptei decisive! Mândria albă și dorința întunecată           | 22 noiembrie 2005  |
| 60               | 60            | 19            | Adevărul disperării, pumnalul scos la iveală                            | 6 decembrie 2005   |
| 61               | 61            | 20            | Aizen arată! Ambițiile oribile                                          | 13 decembrie 2005  |
| 62               | 62            | 21            | Adunarea! Cea mai puternică organizație de shinigami                    | 20 decembrie 2005  |
| 63               | 63            | 22            | Decizia lui Rukia, sentimentele lui Ichigo                              | 10 ianuarie 2006   |

### Sezonul 4 (2006)
| Nr. Ep. Original | Nr. Ep. Serie | Nr. Ep. Sezon | Titlu                                                                  | Apariție          |
| ---------------- | ------------- | ------------- | ---------------------------------------------------------------------- | ----------------- |
| 64               | 64            | 1             | Noul an școlar, Renji s-a întors în lumea celor vii!?                  | 17 ianuarie 2006  |
| 65               | 65            | 2             | Teroarea pătrunzătoare, a doua victimă                                 | 24 ianuarie 2006  |
| 66               | 66            | 3             | Descoperire! Capcana ascunsă în labirint                               | 31 ianuarie 2006  |
| 67               | 67            | 4             | Jocul morții! Colegul dispărut                                         | 7 februarie 2006  |
| 68               | 68            | 5             | Adevărata identitate a lui Diavol, secretul care este dezvăluit        | 14 februarie 2006 |
| 69               | 69            | 6             | Bount! Vânătorii de suflete!                                           | 14 februarie 2006 |
| 70               | 70            | 7             | Întoarcerea lui Rukia! Reîntregirea echipei!                           | 21 februarie 2006 |
| 71               | 71            | 8             | Momentul impactului! O mână a răului se îndreaptă spre quincy          | 7 martie 2006     |
| 72               | 72            | 9             | Atacul apei! Evadarea din spital                                       | 14 martie 2006    |
| 73               | 73            | 10            | Adunarea bountilor! Omul care face mișcarea                            | 28 martie 2006    |
| 74               | 74            | 11            | Amintirile unui clan ce dăinuie pe vecie                               | 28 martie 2006    |
| 75               | 75            | 12            | Eveniment cutremurător în Brigada 11! Care shinigami se ridică din nou | 4 martie 2006     |
| 76               | 76            | 13            | Forță zdrobitoare! Fried vs. Zangetsu                                  | 4 martie 2006     |
| 77               | 77            | 14            | Refuzul de a ierta! Shinigamiul ucis de Kenpachi                       | 11 aprilie 2006   |
| 78               | 78            | 15            | Descoperiri șocante pentru cele 13 brigăzi! Adevărul ascuns            | 2 mai 2006        |
| 79               | 79            | 16            | Decizia de a muri a lui Yoshino                                        | 9 mai 2006        |
| 80               | 80            | 17            | Asaltul unui dușman formidabil! Linia subțire de apărare!?             | 16 mai 2006       |
| 81               | 81            | 18            | Mișcarea lui Hitsugaya! Orașul atacat                                  | 23 mai 2006       |
| 82               | 82            | 19            | Ichigo vs. Dalk! Apariția întunericului apăsător                       | 30 mai 2006       |
| 83               | 83            | 20            | Umbra cenușie, secretul păpușilor                                      | 6 iunie 2006      |
| 84               | 84            | 21            | Probleme în echipa substituților? Trădarea lui Rukia                   | 13 iunie 2006     |
| 85               | 85            | 22            | Bătălia mortală a lacrimilor! Rukia vs. Orihime                        | 13 iunie 2006     |
| 86               | 86            | 23            | Dansul lui Rangiku! Lupta cu dușmanul invizibil!                       | 20 iunie 2006     |
| 87               | 87            | 24            | Byakuya e chemat! Cele 13 brigăzi se pun în mișcare                    | 4 iulie 2006      |
| 88               | 88            | 25            | Anihilarea locotenenților!? Capcana din peștera subterană              | 11 iulie 2006     |
| 89               | 89            | 26            | Revanșa!? Ishida vs. Nemu                                              | 18 iulie 2006     |
| 90               | 90            | 27            | Renji Abarai, bankaiul sufletului!                                     | 25 iulie 2006     |
| 91               | 91            | 28            | Shinigami și quincy, puterea renașterii                                | 1 august 2006     |

### Sezonul 5 (2006-2007)
| Nr. Ep. Original | Nr. Ep. Serie | Nr. Ep. Sezon | Titlu                                                        | Apariție           |
| ---------------- | ------------- | ------------- | ------------------------------------------------------------ | ------------------ |
| 92               | 92            | 1             | Invazie în Lumea Shinigami, din nou                          | 8 august 2006      |
| 93               | 93            | 2             | Asaltul bount! Cutremurul distructiv al celor 13 brigăzi     | 15 august 2006     |
| 94               | 94            | 3             | Decizia lui Hitsugaya! Momentul întâlnirii se apropie        | 22 august 2006     |
| 95               | 95            | 4             | Byakuya intră în luptă! Dansul vântului și petalele de cireș | 5 septembrie 2006  |
| 96               | 96            | 5             | Ichigo, Byakuya, Kariya, bătălia celor trei extreme!         | 12 septembrie 2006 |
| 97               | 97            | 6             | Hitsugaya lovește! Învingerea dușmanului din pădure          | 19 septembrie 2006 |
| 98               | 98            | 7             | Înfruntare! Kenpachi Zaraki vs. Maki Ichinose                | 4 octombrie 2006   |
| 99               | 99            | 8             | Shinigami vs. shinigami! Puterea incontrolabilă              | 11 octombrie 2006  |
| 100              | 100           | 9             | Sui-Feng moare? Sfârșitul forțelor speciale                  | 18 octombrie 2006  |
| 101              | 101           | 10            | Bankaiul lui Mayuri! Sawatari: Înfruntarea demonilor         | 1 noiembrie 2006   |
| 102              | 102           | 11            | Ultimul quincy! Explozia de putere                           | 8 noiembrie 2006   |
| 103              | 103           | 12            | Ishida, depășind limitele atacului său!                      | 15 noiembrie 2006  |
| 104              | 104           | 13            | Zbuciumul Brigăzii 10! Eliberarea lui Hyourinmaru            | 22 noiembrie 2006  |
| 105              | 105           | 14            | Kariya! Numărătoarea inversă până la detonare                | 29 noiembrie 2006  |
| 106              | 106           | 15            | Viață și răzbunare! Ishida, alegerea irevocabilă             | 6 decembrie 2006   |
| 107              | 107           | 16            | Tăietura lamei! Momentul năruirii                            | 13 decembrie 2006  |
| 108              | 108           | 17            | Zbierătul bountului! Ultima înfruntare                       | 20 decembrie 2006  |
| 109              | 109           | 18            | Ichigo și Rukia, gânduri legate de ocolirea Raiului          | 4 ianuarie 2007    |

### Sezonul 6 (2007)
| Nr. Ep. Original | Nr. Ep. Serie | Nr. Ep. Sezon | Titlu                                                                   | Apariție          |
| ---------------- | ------------- | ------------- | ----------------------------------------------------------------------- | ----------------- |
| 110              | 110           | 1             | Reînceperea muncii de înlocuitor! Înfricoșătorul student nou transferat | 10 ianuarie 2007  |
| 111              | 111           | 2             | Șoc! Adevărata identitate a tatălui                                     | 17 ianuarie 2007  |
| 112              | 112           | 3             | Începutul războiului, vizardii și arrancarii                            | 24 ianuarie 2007  |
| 113              | 113           | 4             | Preludiul apocalipsei, ofensiva arrancar                                | 31 ianuarie 2007  |
| 114              | 114           | 5             | Reuniune, Ichigo și Rukia și shinigami                                  | 7 februarie 2007  |
| 115              | 115           | 6             | Misiune! Au venit shinigami                                             | 14 februarie 2007 |
| 116              | 116           | 7             | Privirea întunecată, Aizen se întoarce                                  | 21 februarie 2007 |
| 117              | 117           | 8             | Bătălia lui Rukia începe! Sabia albă ce îngheață                        | 28 februarie 2007 |
| 118              | 118           | 9             | Bankaiul lui Ikkaku! Puterea care distruge totul                        | 7 martie 2007     |
| 119              | 119           | 10            | Povestea secretă a brigăzii lui Zaraki! Cei norocoși                    | 21 martie 2007    |
| 120              | 120           | 11            | Prăbușirea lui Hitsugaya! Hyorinmaru e doborât                          | 28 martie 2007    |
| 121              | 121           | 12            | Înfruntare! Protector vs. prădător                                      | 11 aprilie 2007   |
| 122              | 122           | 13            | Vizard! Puterea din interior                                            | 18 aprilie 2007   |
| 123              | 123           | 14            | Ichigo, hollowificarea completă!?                                       | 25 aprilie 2007   |
| 124              | 124           | 15            | Coliziune! Bankaiul alb și bankaiul negru                               | 2 mai 2007        |
| 125              | 125           | 16            | Raport urgent! Planul terifiant al lui Aizen!                           | 9 mai 2007        |
| 126              | 126           | 17            | Uryu vs. Ryuken! Înfruntarea quincy tată-fiu                            | 16 mai 2007       |
| 127              | 127           | 18            | Decizia lui Urahara, gândurile lui Orihime                              | 30 mai 2007       |
| 128              | 128           | 19            | Coșmarul arrancar! Echipa Hitsugaya se pune în mișcare                  | 6 iunie 2007      |
| 129              | 129           | 20            | Coborârea emisarului întunecat! Propagarea răului                       | 13 iunie 2007     |
| 130              | 130           | 21            | Dușmanul invizibil! Decizia nemiloasă a lui Hitsugaya                   | 20 iunie 2007     |
| 131              | 131           | 22            | Lacrimile lui Rangiku, despărțirea de frate și soră                     | 27 iunie 2007     |

### Sezonul 7 (2007)
| Nr. Ep. Original | Nr. Ep. Serie | Nr. Ep. Sezon | Titlu                                                       | Apariție           |
| ---------------- | ------------- | ------------- | ----------------------------------------------------------- | ------------------ |
| 132              | 132           | 1             | Hitsugaya, Karin, și mingea de fotbal                       | 4 iulie 2007       |
| 133              | 133           | 2             | Ikkaku: Povestea clubului de kendo                          | 11 iulie 2007      |
| 134              | 134           | 3             | Patiserul frumos, Yumichika!                                | 18 iulie 2007      |
| 135              | 135           | 4             | Kon e înșelat! Rangiku în căutare...                        | 25 iulie 2007      |
| 136              | 136           | 5             | Război civil în Hueco Mundo! Moartea lui Ulquiorra          | 8 august 2007      |
| 137              | 137           | 6             | Umbrele din spatele luptei, capcana lui Aizen               | 15 august 2007     |
| 138              | 138           | 7             | Hueco Mundo se pune în mișcare din nou! Hitsugaya vs. Yammy | 29 august 2007     |
| 139              | 139           | 8             | Ichigo vs. Grimmjow, lupta de 11 secunde!                   | 5 septembrie 2007  |
| 140              | 140           | 9             | Planul lui Ulquiorra, momentul în care soarele apune!       | 12 septembrie 2007 |
| 141              | 141           | 10            | La revedere..., Kurosaki!                                   | 19 septembrie 2007 |
| 142              | 142           | 11            | Ordin strict! Interzicerea salvării lui Orihime Inoue       | 26 septembrie 2007 |
| 143              | 143           | 12            | Grimmjow reînviat                                           | 3 octombrie 2007   |
| 144              | 144           | 13            | Ishida și Chad, arătarea unei noi puteri                    | 17 octombrie 2007  |
| 145              | 145           | 14            | Adunarea espada! Întrunirea roială a lui Aizen              | 24 octombrie 2007  |
| 146              | 146           | 15            | Numele e Nel! Apariția unui arrancar ciudat                 | 31 octombrie 2007  |
| 147              | 147           | 16            | Pădurea Menos! În căutarea lui Rukia                        | 7 noiembrie 2007   |
| 148              | 148           | 17            | Ashido, un shinigami venit din trecut                       | 14 noiembrie 2007  |
| 149              | 149           | 18            | Prin pădurea ce se prăbușește, un milion de menos           | 21 noiembrie 2007  |
| 150              | 150           | 19            | Jurământ! Din nou aici în viață                             | 28 noiembrie 2007  |
| 151              | 151           | 20            | Furtună! Întâlnirea cu arrancarul dansator                  | 5 decembrie 2007   |

### Sezonul 8 (2007-2008)
| Nr. Ep. Original | Nr. Ep. Serie | Nr. Ep. Sezon | Titlu                                                        | Apariție          |
| ---------------- | ------------- | ------------- | ------------------------------------------------------------ | ----------------- |
| 152              | 152           | 1             | Ichigo revine! Acesta e bankaiul meu                         | 12 decembrie 2007 |
| 153              | 153           | 2             | Cercetarea diavolească! Planul lui Szayelaporro              | 19 decembrie 2007 |
| 154              | 154           | 3             | Rukia și Kaien, reuniunea tristă                             | 26 decembrie 2007 |
| 155              | 155           | 4             | Rukia contraatacă! Eliberarea unui kido al disperării        | 9 ianuarie 2008   |
| 156              | 156           | 5             | Ishida și Pesche, atacul unit al prieteniei                  | 16 ianuarie 2008  |
| 157              | 157           | 6             | Asul din mâneca lui Ishida, seele schneider                  | 23 ianuarie 2008  |
| 158              | 158           | 7             | Brațul drept al uriașului, brațul stâng al lui Diavol        | 30 ianuarie 2008  |
| 159              | 159           | 8             | Yasutora Sado moare! Lacrimile lui Orihime                   | 6 februarie 2008  |
| 160              | 160           | 9             | Testament, inima ta e chiar aici...                          | 13 februarie 2008 |
| 161              | 161           | 10            | Arrancarul crud, provocarea lui Ulquiorra                    | 20 februarie 2008 |
| 162              | 162           | 11            | Szayelaporro râde, capturarea lui Renji a reușit             | 27 februarie 2008 |
| 163              | 163           | 12            | Shinigami și quincy, lupta cu nebunia                        | 5 martie 2008     |
| 164              | 164           | 13            | Strategia lui Ishida, ofensiva și defensiva de 20 de secunde | 12 martie 2008    |
| 165              | 165           | 14            | Intenția de a ucide fierbe! Grimmjow cel extaziat            | 19 martie 2008    |
| 166              | 166           | 15            | Efort disperat vs. efort disperat! Hollowificarea lui Ichigo | 9 aprilie 2008    |
| 167              | 167           | 16            | Momentul concluziei, sfârșitul lui Grimmjow                  | 16 aprilie 2008   |

### Sezonul 9 (2008)
| Nr. Ep. Original | Nr. Ep. Serie | Nr. Ep. Sezon | Titlu                                                               | Apariție           |
| ---------------- | ------------- | ------------- | ------------------------------------------------------------------- | ------------------ |
| 168              | 168           | 1             | Noul căpitan apare! Numele său e Shusuke Amagai                     | 23 aprilie 2008    |
| 169              | 169           | 2             | Un elev nou transferat își face apariția!                           | 7 mai 2008         |
| 170              | 170           | 3             | Lupta disperată sub lumina lunii, asasinul și zanpakutoul misterios | 14 mai 2008        |
| 171              | 171           | 4             | Kenryu, abundența petalelor stacojii                                | 21 mai 2008        |
| 172              | 172           | 5             | Kibune merge la război! Vântul care bate violent                    | 28 mai 2008        |
| 173              | 173           | 6             | Apariția unui rău apăsător! Întunericul din Clanul Kasumioji        | 4 iunie 2008       |
| 174              | 174           | 7             | Distruge granițele oglinzilor! Captivitatea lui Ichigo              | 11 iunie 2008      |
| 175              | 175           | 8             | Asasinul răzbunător, Ichigo e luat în țintă                         | 18 iunie 2008      |
| 176              | 176           | 9             | Mister! Asasinul consumator de săbii                                | 25 iunie 2008      |
| 177              | 177           | 10            | Reversarea lui Rukia! Sabia ce face ravagii                         | 25 iunie 2008      |
| 178              | 178           | 11            | Coșmarul care e arătat, Ichigo înăuntrul oglinzii                   | 2 iulie 2008       |
| 179              | 179           | 12            | Confruntare!? Amagai vs. cele 13 brigăzi                            | 9 iulie 2008       |
| 180              | 180           | 13            | Decizia prințesei, mireasa tristă                                   | 16 iulie 2008      |
| 181              | 181           | 14            | Brigada 2 trece la acțiune! Ichigo e încercuit                      | 23 iulie 2008      |
| 182              | 182           | 15            | Adevărata putere a lui Amagai, zanpakutoul eliberat!                | 30 iulie 2008      |
| 183              | 183           | 16            | Întunericul care se mișcă! Adevăratele intenții ale lui Kibune      | 6 august 2008      |
| 184              | 184           | 17            | Kira și Kibune, ofensiva și defensiva Brigăzii 3                    | 20 august 2008     |
| 185              | 185           | 18            | Gheață și flăcări! Lupta feroce dintre Amagai vs. Hitsugaya         | 27 august 2008     |
| 186              | 186           | 19            | Ordine de acțiune! Controlați Clanul Kasumioji                      | 3 septembrie 2008  |
| 187              | 187           | 20            | Ichigo se înfurie! Secretul asasinului                              | 10 septembrie 2008 |
| 188              | 188           | 21            | Duel! Amagai vs. Ichigo                                             | 17 septembrie 2008 |
| 189              | 189           | 22            | Mândria unui shinigami decăzut                                      | 7 octombrie 2008   |

### Sezonul 10 (2008-2009)
| Nr. Ep. Original | Nr. Ep. Serie | Nr. Ep. Sezon | Titlu                                                       | Apariție          |
| ---------------- | ------------- | ------------- | ----------------------------------------------------------- | ----------------- |
| 190              | 190           | 1             | Capitolul Hueco Mundo, restart!                             | 14 octombrie 2008 |
| 191              | 191           | 2             | Locația înfricoșătoare, teatrul lui Szayelaporro            | 21 octombrie 2008 |
| 192              | 192           | 3             | Secretul lui Nel, o nouă frumusețe se alătură luptei!?      | 28 octombrie 2008 |
| 193              | 193           | 4             | Irezistibil, spectacolul cu păpuși al terorii               | 4 noiembrie 2008  |
| 194              | 194           | 5             | Trecutul lui Neliel                                         | 11 noiembrie 2008 |
| 195              | 195           | 6             | Uniunea supremă! Seriozitatea lui Pesche                    | 18 noiembrie 2008 |
| 196              | 196           | 7             | Alăturându-se luptei! Cea mai puternică armată de shinigami | 25 noiembrie 2008 |
| 197              | 197           | 8             | Bankaiul lui Byakuya, furia tăcută                          | 2 decembrie 2008  |
| 198              | 198           | 9             | Cei doi savanți, capcana lui Mayuri                         | 9 decembrie 2008  |
| 199              | 199           | 10            | Nașterea sfântă, Szayelaporro cel înviat                    | 16 decembrie 2008 |
| 200              | 200           | 11            | Cel mai puternic corp!? Taie-l pe Nnoitra                   | 23 decembrie 2008 |
| 201              | 201           | 12            | Nnoitra eliberat! Brațele multiplicatoare                   | 6 ianuarie 2009   |
| 202              | 202           | 13            | Concluzia luptei feroce! Cine e cel mai puternic?           | 13 ianuarie 2009  |
| 203              | 203           | 14            | Orașul Karakura se adună! Aizen vs. shinigami               | 20 ianuarie 2009  |
| 204              | 204           | 15            | Strategia de convingere a lui Ichigo                        | 27 ianuarie 2009  |
| 205              | 205           | 16            | Tronc! Un turneu kemari plin de hollow                      | 3 februarie 2009  |

### Sezonul 11 (2009)
| Nr. Ep. Original | Nr. Ep. Serie | Nr. Ep. Sezon | Titlu                                                 | Apariție          |
| ---------------- | ------------- | ------------- | ----------------------------------------------------- | ----------------- |
| 206              | 206           | 1             | Capitolul din trecut începe! Adevărul de acum 110 ani | 10 februarie 2009 |
| 207              | 207           | 2             | Noul căpitan al Brigăzii 12, Kisuke Urahara           | 17 februarie 2009 |
| 208              | 208           | 3             | Aizen și băiatul geniu                                | 24 februarie 2009 |
| 209              | 209           | 4             | Muguruma din Brigada 9, în mișcare                    | 3 martie 2009     |
| 210              | 210           | 5             | Hiyori moare? Începutul tragediei                     | 10 martie 2009    |
| 211              | 211           | 6             | Trădare! Manevrele secrete ale lui Aizen              | 17 martie 2009    |
| 212              | 212           | 7             | Salvați-l pe Hirako! Aizen vs. Urahara                | 24 martie 2009    |

### Sezonul 12 (2009)
| Nr. Ep. Original | Nr. Ep. Serie | Nr. Ep. Sezon | Titlu                                                     | Apariție        |
| ---------------- | ------------- | ------------- | --------------------------------------------------------- | --------------- |
| 213              | 213           | 1             | Detectivul îngropării sufletelor Karakuraizer se naște    | 31 martie 2009  |
| 214              | 214           | 2             | Ultima zi a lui Karakuraizer                              | 7 aprilie 2009  |
| 215              | 215           | 3             | Apărați Orașul Karakura! Întreaga apariție a shinigamilor | 14 aprilie 2009 |
| 216              | 216           | 4             | Elita! Cei patru shinigami                                | 21 aprilie 2009 |
| 217              | 217           | 5             | Mica diavoliță frumoasă Charlotte                         | 28 aprilie 2009 |
| 218              | 218           | 6             | Kira, lupta din disperare                                 | 5 mai 2009      |
| 219              | 219           | 7             | Shikaiul lui Hisagi! Numele e...                          | 12 mai 2009     |
| 220              | 200           | 8             | Ikkaku se prăbușește! Criza shinigamiului                 | 19 mai 2009     |
| 221              | 221           | 9             | Înfruntarea completă! Shinigami vs. espada                | 26 mai 2009     |
| 222              | 222           | 10            | Jocul malefic de-a prinselea!? Sui-Feng și Omaeda         | 2 iunie 2009    |
| 223              | 223           | 11            | Un corp miraculos! Ggio eliberează                        | 9 iunie 2009    |
| 224              | 224           | 12            | Lupta 3 vs. 1! Criza lui Rangiku                          | 16 iunie 2009   |
| 225              | 225           | 13            | Locotenenți anihilați! Îngrozitoarea bestie demonică      | 23 iunie 2009   |
| 226              | 226           | 14            | Sfârșitul luptei feroce? Către o nouă luptă!              | 30 iunie 2009   |
| 227              | 227           | 15            | Eroare minunată                                           | 7 iulie 2009    |
| 228              | 228           | 16            | Vară! Mare! Festival de costume de baie!                  | 14 iulie 2009   |
| 229              | 229           | 17            | Strigătul sufletului? Nașterea shinigamilor cu peruci!    | 21 iulie 2009   |

### Sezonul 13 (2009-2010)
| Nr. Ep. Original | Nr. Ep. Serie | Nr. Ep. Sezon | Titlu                                                                | Apariție           |
| ---------------- | ------------- | ------------- | -------------------------------------------------------------------- | ------------------ |
| 230              | 230           | 1             | Un nou dușman! Materializarea zanpakutourilor                        | 28 iulie 2009      |
| 231              | 231           | 2             | Byakuya, dispărând cu petalele de cireș                              | 4 august 2009      |
| 232              | 232           | 3             | Sode no Shirayuki vs. Rukia! Inimă confuză                           | 11 august 2009     |
| 233              | 233           | 4             | Zangetsu devine dușman                                               | 18 august 2009     |
| 234              | 234           | 5             | Renji surprins!? Cei doi Zabimaru                                    | 25 august 2009     |
| 235              | 235           | 6             | Înfruntare! Hisagi vs. Kazeshini                                     | 1 septembrie 2009  |
| 236              | 236           | 7             | Eliberare! Noul getsuga tensho                                       | 8 septembrie 2009  |
| 237              | 237           | 8             | Sui-Feng, înconjurând zanpakutoul                                    | 15 septembrie 2009 |
| 238              | 238           | 9             | Prietenie? Ură? Haineko și Tobiume                                   | 22 septembrie 2009 |
| 239              | 239           | 10            | Trezirea lui Hyourinmaru! Lupta feroce a lui Hitsugaya               | 29 septembrie 2009 |
| 240              | 240           | 11            | Trădarea lui Byakuya                                                 | 6 octombrie 2009   |
| 241              | 241           | 12            | De dragul mândriei! Byakuya vs. Renji                                | 13 octombrie 2009  |
| 242              | 242           | 13            | Shinigami și zanpakuto, luptă totală                                 | 20 octombrie 2009  |
| 243              | 243           | 14            | Lupta unu la unu! Ichigo vs. Senbonzakura                            | 27 octombrie 2009  |
| 244              | 244           | 15            | Mult așteptata... apariție a lui Kenpachi!                           | 3 noiembrie 2009   |
| 245              | 245           | 16            | Urmărirea lui Byakuya! Brigăzile induse în eroare                    | 10 noiembrie 2009  |
| 246              | 246           | 17            | Misiune specială! Salvați-l pe Căpitanul Comandant Yamamoto!         | 17 noiembrie 2009  |
| 247              | 247           | 18            | Shinigami înșelat! Criza prăbușirii lumii                            | 24 noiembrie 2009  |
| 248              | 248           | 19            | Dragonul de gheață și dragonul de foc! Cea mai puternică înfruntare! | 1 decembrie 2009   |
| 249              | 249           | 20            | Bankaiul lui Senbonzakura! Ofensiva și defensiva lumii celor vii     | 8 decembrie 2009   |
| 250              | 250           | 21            | Omul acela, de dragul lui Kuchiki                                    | 15 decembrie 2009  |
| 251              | 251           | 22            | Istorie întunecată! Cel mai îngrozitor shinigami se naște            | 22 decembrie 2009  |
| 252              | 252           | 23            | Byakuya, adevărul din spatele trădării lui                           | 5 ianuarie 2010    |
| 253              | 353           | 24            | Adevărata identitate a lui Muramasa e dezvăluită                     | 12 ianuarie 2010   |
| 254              | 254           | 25            | Byakuya și Renji, Brigada 6 se întoarce                              | 19 ianuarie 2010   |
| 255              | 255           | 26            | Ultimul capitol - Zanpakuto: Povestea alternativă                    | 26 ianuarie 2010   |
| 256              | 256           | 27            | Furiosul Byakuya! Prăbușirea Casei Kuchiki                           | 2 februarie 2010   |
| 257              | 257           | 28            | Un nou adversar! Adevărata natură a dușmanilor sabiei                | 9 februarie 2010   |
| 258              | 258           | 29            | Șarpe neîmblânzit, maimuța torturată                                 | 16 februarie 2010  |
| 259              | 259           | 30            | Teroare! Monstrul care umblă sub pământ                              | 23 februarie 2010  |
| 260              | 260           | 31            | Concluzie!? Hisagi vs. Kazeshini                                     | 2 martie 2010      |
| 261              | 261           | 32            | Persoana cu abilitatea necunoscută! Orihime e țintită                | 9 martie 2010      |
| 262              | 262           | 33            | Haineko strigă! Dușmanul tragic al sabiei!                           | 16 martie 2010     |
| 263              | 263           | 34            | Capturare!? Senbonzakura și Zabimaru                                 | 23 martie 2010     |
| 264              | 264           | 35            | Lupta femelelor? Katen Kyokotsu vs. Nanao!                           | 30 martie 2010     |
| 265              | 265           | 36            | Evoluție!? Amenințarea ultimului dușman al sabiei                    | 6 aprilie 2010     |

### Sezonul 14 (2010-2011)
| Nr. Ep. Original | Nr. Ep. Serie | Nr. Ep. Sezon | Titlu                                                              | Apariție           |
| ---------------- | ------------- | ------------- | ------------------------------------------------------------------ | ------------------ |
| 266              | 266           | 1             | Ichigo vs. Ulquiorra, continuare                                   | 13 aprilie 2010    |
| 267              | 267           | 2             | Inimi unite! Pumnul drept pregătit de moarte                       | 20 aprilie 2010    |
| 268              | 268           | 3             | Ură și gelozie, dilema lui Orihime                                 | 27 aprilie 2010    |
| 269              | 269           | 4             | Ichigo și Uryu, legați spate în spate                              | 4 mai 2010         |
| 270              | 270           | 5             | Începutul disperării... Ichigo, sabia de neatins                   | 11 mai 2010        |
| 271              | 271           | 6             | Ichigo moare! Orihime, strigătul sufletului!                       | 18 mai 2010        |
| 272              | 272           | 7             | Ichigo vs. Ulquiorra, concluzie!                                   | 25 mai 2010        |
| 273              | 273           | 8             | Furia rechinului! Eliberarea lui Halibel                           | 1 iunie 2010       |
| 274              | 274           | 9             | Hitsugaya, disperatul hyoten hyakkaso!                             | 8 iunie 2010       |
| 275              | 275           | 10            | Apropierea răsuflării morții, regele care domnește peste moarte!   | 15 iunie 2010      |
| 276              | 276           | 11            | Distrugere dintr-o lovitură, Sui-Feng, bankai!                     | 22 iunie 2010      |
| 277              | 277           | 12            | Punctul culminant! Kyoraku vs. Stark!                              | 29 iunie 2010      |
| 278              | 278           | 13            | Coșmarul se întoarce... Espada revin la viață                      | 6 iulie 2010       |
| 279              | 279           | 14            | Hirako și Aizen...reuniunea sorții!                                | 13 iulie 2010      |
| 280              | 280           | 15            | Hisagi și Tosen, momentul despărțirii                              | 20 iulie 2010      |
| 281              | 281           | 16            | Coroana de minciuni, ranchiuna lui Baraggan                        | 27 iulie 2010      |
| 282              | 282           | 17            | Puterea sufletului! Los lobos, atacă!                              | 3 august 2010      |
| 283              | 283           | 18            | Stark, bătălia singurătății                                        | 10 august 2010     |
| 284              | 284           | 19            | Lanțul sacrificiului, trecutul lui Halibel                         | 17 august 2010     |
| 285              | 285           | 20            | Ura de o sută de ani! Răzbunarea lui Hiyori                        | 24 august 2010     |
| 286              | 286           | 21            | Întoarcerea lui Ichigo! Protejează Orașul Karakura                 | 31 august 2010     |
| 287              | 287           | 22            | Altă poveste! Ichigo și lampa fermecată                            | 7 septembrie 2010  |
| 288              | 288           | 23            | Ultimul as din mânecă! Ichigo, către lupta decisivă                | 14 septembrie 2010 |
| 289              | 289           | 24            | Byakuya vs. Kenpachi!? Înfruntarea începe                          | 21 septembrie 2010 |
| 290              | 290           | 25            | De dragul dreptății!? Omul care i-a părăsit pe shinigami           | 28 septembrie 2010 |
| 291              | 291           | 26            | Lupta disperată contra lui Aizen! Hirako, shikai!                  | 5 octombrie 2010   |
| 292              | 292           | 27            | Război total! Aizen vs. shinigami                                  | 12 octombrie 2010  |
| 293              | 293           | 28            | Hitsugaya, înfuriat! Sabia urii!                                   | 19 octombrie 2010  |
| 294              | 294           | 29            | Imposibil de atacat? Genryusai sigilat!                            | 26 octombrie 2010  |
| 295              | 295           | 30            | Totul e o capcană... Legături premeditate!                         | 2 noiembrie 2010   |
| 296              | 296           | 31            | Adevărul șocant... Puterea misterioasă a lui Ichigo!               | 9 noiembrie 2010   |
| 297              | 297           | 32            | Sabia care se extinde!? Ichigo vs. Gin!                            | 16 noiembrie 2010  |
| 298              | 298           | 33            | Festival! Film! Festivalul de Film Shinigami!                      | 23 noiembrie 2010  |
| 299              | 299           | 34            | Comemorarea deschiderii de la cinema! Capitolul Iadului: Prolog!   | 30 noiembrie 2010  |
| 300              | 300           | 35            | Urahara apare! Opriți-l pe Aizen!                                  | 7 decembrie 2010   |
| 301              | 301           | 36            | Ichigo își pierde spiritul de luptă!? Așteptările lui Gin!         | 14 decembrie 2010  |
| 302              | 302           | 37            | Ultimul getsuga tensho!? Antrenamentul lui Ichigo!                 | 21 decembrie 2010  |
| 303              | 303           | 38            | Lumea celor vii și shinigami! Special de anul nou!                 | 4 ianuarie 2011    |
| 304              | 304           | 39            | Încă o poveste alternativă! Dușmanul de data asta e un monstru!?   | 11 ianuarie 2011   |
| 305              | 305           | 40            | Strigăte ale înșelăciunii! Hisagi, către hanul cu izvoare termale! | 18 ianuarie 2011   |
| 306              | 306           | 41            | Cu scopul de a proteja! Ichigo vs. Tensa Zangetsu!                 | 25 ianuarie 2011   |
| 307              | 307           | 42            | Situație de urgență! Aizen, o nouă evoluție!                       | 1 februarie 2011   |
| 308              | 308           | 43            | Rămas bun...Rangiku                                                | 8 februarie 2011   |
| 309              | 309           | 44            | Sfârșitul luptei feroce! Eliberează, ultimul getsuga tensho!       | 15 februarie 2011  |
| 310              | 310           | 45            | Alegerea lui Ichigo! Prețul luptei feroce                          | 22 februarie 2011  |
| 311              | 311           | 46            | Detectivul sufletelor: Karakuraizer ia oprit din nou!              | 1 martie 2011      |
| 312              | 312           | 47            | Inaugurare! Noul căpitan al Brigăzii 2!                            | 8 martie 2011      |
| 313              | 313           | 48            | Cel care își riscă viața în Brigada 11!                            | 15 martie 2011     |
| 314              | 314           | 49            | Kon l-a văzut! Secretul unei doamne frumoase                       | 22 martie 2011     |
| 315              | 315           | 50            | Prietenul lui Yachiru! Shinigamiul dreptății își face apariția!    | 29 martie 2011     |
| 316              | 316           | 51            | Vacanța lui Toshiro Hitsugaya!                                     | 5 aprilie 2011     |

### Sezonul 15 (2011)
| Nr. Ep. Original | Nr. Ep. Serie | Nr. Ep. Sezon | Titlu                                                                           | Apariție           |
| ---------------- | ------------- | ------------- | ------------------------------------------------------------------------------- | ------------------ |
| 317              | 317           | 1             | Incident ciudat în Seireitei!? Capitolul armata invadatoare a celor 13 brigăzi! | 12 aprilie 2011    |
| 318              | 318           | 2             | Renji vs. Rukia!? Luptă între camarazi!                                         | 19 aprilie 2011    |
| 319              | 319           | 3             | Plasa de capturare a lui Ichigo! Scăparea din Soul Society!                     | 16 aprilie 2011    |
| 320              | 320           | 4             | 13 brigăzi, adunarea în lumea celor vii!                                        | 3 mai 2011         |
| 321              | 321           | 5             | Întâlnirea cu propria persoană, Ikkaku vs. Ikkaku!                              | 10 mai 2011        |
| 322              | 322           | 6             | Înfruntare! Rukia vs. Rukia!                                                    | 17 mai 2011        |
| 323              | 323           | 7             | Protecția lui Ichigo! Determinarea lui Nozomi                                   | 24 mai 2011        |
| 324              | 324           | 8             | Recapturați Seireitei! Mișcarea căpitanilor!                                    | 31 mai 2011        |
| 325              | 325           | 9             | De dragul celor care cred! Byakuya vs. Hitsugaya!                               | 7 iunie 2011       |
| 326              | 326           | 10            | Cele două Hinamori, hotărârea lui Hitsugaya                                     | 14 iunie 2011      |
| 327              | 327           | 11            | Mândria familiei Kuchiki! Byakuya vs. Byakuya!                                  | 21 iunie 2011      |
| 328              | 328           | 12            | Învingeți-l pe Kageroza! Shinigami, război total!                               | 28 iunie 2011      |
| 329              | 329           | 13            | Cercetarea interzisă...secretul lui Nozomi!                                     | 5 iulie 2011       |
| 330              | 330           | 14            | Vreau să trăiesc...! Zanpakutoul lui Nozomi                                     | 12 iulie 2011      |
| 331              | 331           | 15            | De dragul luptei! Nozomi cea trezită!                                           | 19 iulie 2011      |
| 332              | 332           | 16            | Cei mai malefici reigai, apar în lumea celor vii!                               | 26 iulie 2011      |
| 333              | 333           | 17            | Distruge-o pe Nozomi!? Decizia lui Genryusai!                                   | 2 august 2011      |
| 334              | 334           | 18            | Energie spirituală pe terminate! Ichigo, zvârcolirea sufletului pe moarte!      | 9 august 2011      |
| 335              | 335           | 19            | Ascunzându-se în lumea abisului? E Ichigo singur!?                              | 16 august 2011     |
| 336              | 336           | 20            | Urmăriți-l pe Kageroza! Departamentul de Cercetare și Dezvoltare, infiltrare!   | 23 august 2011     |
| 337              | 337           | 21            | Creatorul sufletelor modificate                                                 | 30 august 2011     |
| 338              | 338           | 22            | Gândurile lui Kon, gândurile lui Nozomi                                         | 6 septembrie 2011  |
| 339              | 339           | 23            | Protejați-l pe Ichigo! Legătura prietenilor!                                    | 13 septembrie 2011 |
| 340              | 340           | 24            | Reigai vs. original, lupta feroce pentru mândria pusă în joc!                   | 20 septembrie 2011 |
| 341              | 341           | 25            | Capitolul armata invadatoare, concluzia finală!                                 | 27 septembrie 2011 |
| 342              | 342           | 26            | Îți mulțumesc                                                                   | 4 octombrie 2011   |

### Sezonul 16 (2011-2012)
| Nr. Ep. Original | Nr. Ep. Serie | Nr. Ep. Sezon | Titlu                                                                         | Apariție          |
| ---------------- | ------------- | ------------- | ----------------------------------------------------------------------------- | ----------------- |
| 343              | 343           | 1             | Elev în anul trei de liceu! Îmbrăcare, începe un nou capitol!                 | 11 octombrie 2011 |
| 344              | 344           | 2             | O dispută la școală!? Ichigo și Ishida, luptă împreună!                       | 25 octombrie 2011 |
| 345              | 345           | 3             | Uryu e atacat, o nouă amenințare se apropie de prieteni!                      | 31 octombrie 2011 |
| 346              | 346           | 4             | Omul cu abilitatea fullbring: Kugo Ginjo                                      | 1 noiembrie 2011  |
| 347              | 347           | 5             | Un pericol care se apropie de familia Kurosaki!? Confuzia lui Ichigo!         | 8 noiembrie 2011  |
| 348              | 348           | 6             | Puterea permisului de luptă, mândria lui Ichigo!                              | 15 noiembrie 2011 |
| 349              | 349           | 7             | Următoarea țintă! Mâna lui Diavol se îndreaptă spre Orihime!                  | 22 noiembrie 2011 |
| 350              | 350           | 8             | Cel care l-a ucis pe reprezentantul shinigami!? Tsukishima se pune în mișcare | 29 decembrie 2011 |
| 351              | 351           | 9             | Fullbring, puterea detestată!                                                 | 6 decembrie 2011  |
| 352              | 352           | 10            | Tsukishima atacă! Antrenamentul a fost întrerupt brusc                        | 13 decembrie 2011 |
| 353              | 353           | 11            | Ichigo, stăpânind fullbring!                                                  | 20 decembrie 2011 |
| 354              | 354           | 12            | Ichigo vs. Ginjo! În spațiul jocului                                          | 27 decembrie 2011 |
| 355              | 355           | 13            | Shinigami în război! Seireitei special de anul nou!                           | 10 ianuarie 2012  |
| 356              | 356           | 14            | Prieten sau dușman!? Adevăratele intenții ale lui Ginjo!                      | 17 ianuarie 2012  |
| 357              | 357           | 15            | Abilitatea lui Tsukishima, pericolul se apropie!                              | 24 ianuarie 2012  |
| 358              | 358           | 16            | Ciocnire!? Xcution îl atacă pe Ginjo                                          | 31 ianuarie 2012  |
| 359              | 359           | 17            | Lupta plină de tristețe! Ichigo vs. Sado și Orihime                           | 7 februarie 2012  |
| 360              | 360           | 18            | Ichigo vs. Uryu!? Cine e trădătorul!?                                         | 14 februarie 2012 |
| 361              | 361           | 19            | O nouă apariție! Cele 13 brigăzi, sosesc!                                     | 21 februarie 2012 |
| 362              | 362           | 20            | Înviere! Shinigami reprezentant: Ichigo Kurosaki!                             | 28 februarie 2012 |
| 363              | 363           | 21            | Luptă feroce! Shinigami vs. xcution!                                          | 6 martie 2012     |
| 364              | 364           | 22            | Zbucium disperat!? Amintirile perturbate ale lui Byakuya                      | 13 martie 2012    |
| 365              | 365           | 23            | Ichigo vs. Ginjo! Secretul permisului de luptă                                | 20 martie 2012    |
| 366              | 366           | 24            | Istorie schimbătoare, inimă de neclintit                                      | 27 martie 2012    |

## Bleach: Thousand-Year Blood War | Part 1: The Blood Warfare 2022
| Nr. Ep. Original | Nr. Ep. Serie | Nr. Ep. Sezon | Titlu                                 | Apariție          |
| ---------------- | ------------- | ------------- | ------------------------------------- | ----------------- |
| 367              | 1             | 1             | Razboi de Sange                       | 11 Octombrie 2022 |
| 368              | 2             | 2             | Pietre Fundamentale                   | 18 Octombrie 2022 |
| 369              | 3             | 3             | Marsul Crucii de Stele                | 25 Octombrie 2022 |
| 370              | 4             | 4             | Omoara Umbra                          | 1 Noiembrie 2022  |
| 371              | 5             | 5             | Manie ca un Fulger                    | 8 Noiembrie 2022  |
| 372              | 6             | 6             | Focul                                 | 15 Noiembrie 2022 |
| 373              | 7             | 7             | Nascut in Umbra                       | 22 Noiembrie 2022 |
| 374              | 8             | 8             | Proiectul Stelei Cazatoare (ZERO MIX) | 29 Noiembrie 2022 |
| 375              | 9             | 9             | Caderea                               | 6 Decembrie 2022  |
| 376              | 10            | 10            | Lupta                                 | 13 Decembrie 2022 |
| 377              | 11            | 11            | Orice dar Ploaia                      | 20 Decembrie 2022 |
| 378              | 12            | 12            | Orice dar Ploaia "Adevarul din Iunie" | 27 Decembrie 2022 |
| 379              | 13            | 13            | Eu sunt Lama                          | 27 Decembrie 2022 |

## Filme
| Nr. Film Original | Nr. Film Serie | Titlu                          | Apariție          |
| ----------------- | -------------- | ------------------------------ | ----------------- |
| Filmul 1          | Filmul 1       | Memorii ale Nimănui            | 16 decembrie 2006 |
| Filmul 2          | Filmul 2       | Rebeliunea Prafului de Diamant | 22 decembrie 2007 |
| Filmul 3          | Filmul 3       | Decolorare Spre Negru          | 13 decembrie 2008 |
| Filmul 4          | Filmul 4       | Capitolul Iadului              | 4 decembrie 2010  |

Sfat: Filmul 4 continuă episodul 299.

## OVA-uri
| Nr. OVA Original | Nr. OVA Serie | Titlu                          | Apariție       |
| ---------------- | ------------- | ------------------------------ | -------------- |
| OVA 1            | OVA 1         | Amintiri în ploaie             | 12 iunie 2005  |
| OVA 2            | OVA 2         | Dezlănțuirea sabiei încătușate | 23 martie 2006 |

Sfat: OVA 1 este o versiune alternativă a episoadelor 8 și 9.